# Tennis de table aux Jeux olympiques d'été de 2020 – Par équipes femmes
Navigation
Rio 2016 Paris 2024
L'épreuve par équipes femmes en tennis de table fait partie du programme de cette épreuve aux Jeux olympiques d'été de 2020 à Tokyo. L'épreuve a lieu du 1er au 5 août 2021 au Tokyo Metropolitan Gymnasium. Le tournoi est à élimination directe avec une finale pour la troisième place jouée entre les deux perdants des demi-finales.

## Médaillés
| Or                                     | Argent                                    | Bronze                                                |
| Chine Chen Meng Wang Manyu Sun Yingsha | Japon Miu Hirano Kasumi Ishikawa Mima Ito | Hong Kong Doo Hoi Kem Lee Ho Ching Minnie Soo Wai Yam |

## Calendrier
- Huitième de finale : 1er août 2021.
- Quart de finale : 2 août 2021 et 3 août 2021.
- Demi-finale : 3 août 2021 et 4 août 2021.
- Finale : 5 août 2021.

## Têtes de série
Le classement des équipes est basé sur le classement individuel des joueuses au 21 juillet 2021 mais sont seulement prises en compte les joueuses qualifiées de chaque équipeg,.
| 1  | Chine          | Chen Meng Wang Manyu Sun Yingsha                   |
| 2  | Japon          | Miu Hirano Kasumi Ishikawa Mima Ito                |
| 3  | Allemagne      | Han Ying Shan Xiaona Petrissa Solja                |
| 4  | Hong Kong      | Doo Hoi Kem Lee Ho Ching Minnie Soo Wai Yam        |
| 5  | Taipei chinois | Chen Szu-yu Cheng Hsien-tzu Cheng I-ching          |
| 6  | Singapour      | Feng Tianwei Lin Ye Yu Mengyu                      |
| 7  | Corée du Sud   | Choi Hyo-joo Jeon Ji-hee Shin Yu-bin               |
| 8  | Roumanie       | Daniela Dodean Elizabeta Samara Bernadette Szőcs   |
| 9  | États-Unis     | Juan Liu Huijing Wang Lily Zhang                   |
| 10 | Hongrie        | Dora Madarasz Szandra Pergel Georgina Pota         |
| 11 | Pologne        | Natalia Bajor Li Qian Natalia Partyka              |
| 12 | Autriche       | Liu Jia Liu Yuan Sofia Polcanova                   |
| 13 | France         | Stéphanie Loeuillette Prithika Pavade Jia Nan Yuan |
| 14 | Égypte         | Farah Abdelaziz Yousra Helmy Dina Meshref          |
| 15 | Brésil         | Caroline Kumahara Bruna Takahashi Jessica Yamada   |
| 16 | Australie      | Michelle Bromley Jian Fang Lay Melissa Tapper      |

## Tableau
| Premier tour | Premier tour   | Premier tour |  |  | Quarts de finale | Quarts de finale | Quarts de finale |  |  | Demi-finales | Demi-finales | Demi-finales |  |                                  | Finale                           | Finale                           | Finale |
|              |                |              |  |  |                  |                  |                  |  |  |              |              |              |  |                                  |                                  |                                  |        |
| 1            | Chine          | 3            |  |  |                  |                  |                  |  |  |              |              |              |  |                                  |                                  |                                  |        |
| 12           | Autriche       | 0            |  |  | 1                | Chine            | 3                |  |  |              |              |              |  |                                  |                                  |                                  |        |
| 13           | France         | 0            |  |  | 6                | Singapour        | 0                |  |  |              |              |              |  |                                  |                                  |                                  |        |
| 6            | Singapour      | 3            |  |  |                  |                  |                  |  |  | 1            | Chine        | 3            |  |                                  |                                  |                                  |        |
| 7            | Corée du Sud   | 3            |  |  |                  |                  |                  |  |  | 3            | Allemagne    | 0            |  |                                  |                                  |                                  |        |
| 11           | Pologne        | 0            |  |  | 7                | Corée du Sud     | 2                |  |  |              |              |              |  |                                  |                                  |                                  |        |
| 16           | Australie      | 0            |  |  | 3                | Allemagne        | 3                |  |  |              |              |              |  |                                  |                                  |                                  |        |
| 3            | Allemagne      | 3            |  |  |                  |                  |                  |  |  |              |              |              |  |                                  | 1                                | Chine                            | 3      |
| 4            | Hong Kong      | 3            |  |  |                  |                  |                  |  |  |              |              |              |  |                                  | 2                                | Japon                            | 0      |
| 15           | Brésil         | 1            |  |  | 4                | Hong Kong        | 3                |  |  |              |              |              |  |                                  |                                  |                                  |        |
| 14           | Égypte         | 0            |  |  | 8                | Roumanie         | 1                |  |  |              |              |              |  |                                  |                                  |                                  |        |
| 8            | Roumanie       | 3            |  |  |                  |                  |                  |  |  | 4            | Hong Kong    | 0            |  |                                  |                                  |                                  |        |
| 5            | Taipei chinois | 3            |  |  |                  |                  |                  |  |  | 2            | Japon        | 3            |  |                                  |                                  |                                  |        |
| 9            | États-Unis     | 0            |  |  | 5                | Taipei chinois   | 0                |  |  |              |              |              |  | Match pour la médaille de bronze | Match pour la médaille de bronze | Match pour la médaille de bronze |        |
| 10           | Hongrie        | 0            |  |  | 2                | Japon            | 3                |  |  |              |              |              |  |                                  | 3                                | Allemagne                        | 1      |
| 2            | Japon          | 3            |  |  |                  |                  |                  |  |  |              |              |              |  |                                  | 4                                | Hong Kong                        | 3      |